# النزاعات الإقليمية في بحر الصين الجنوبي

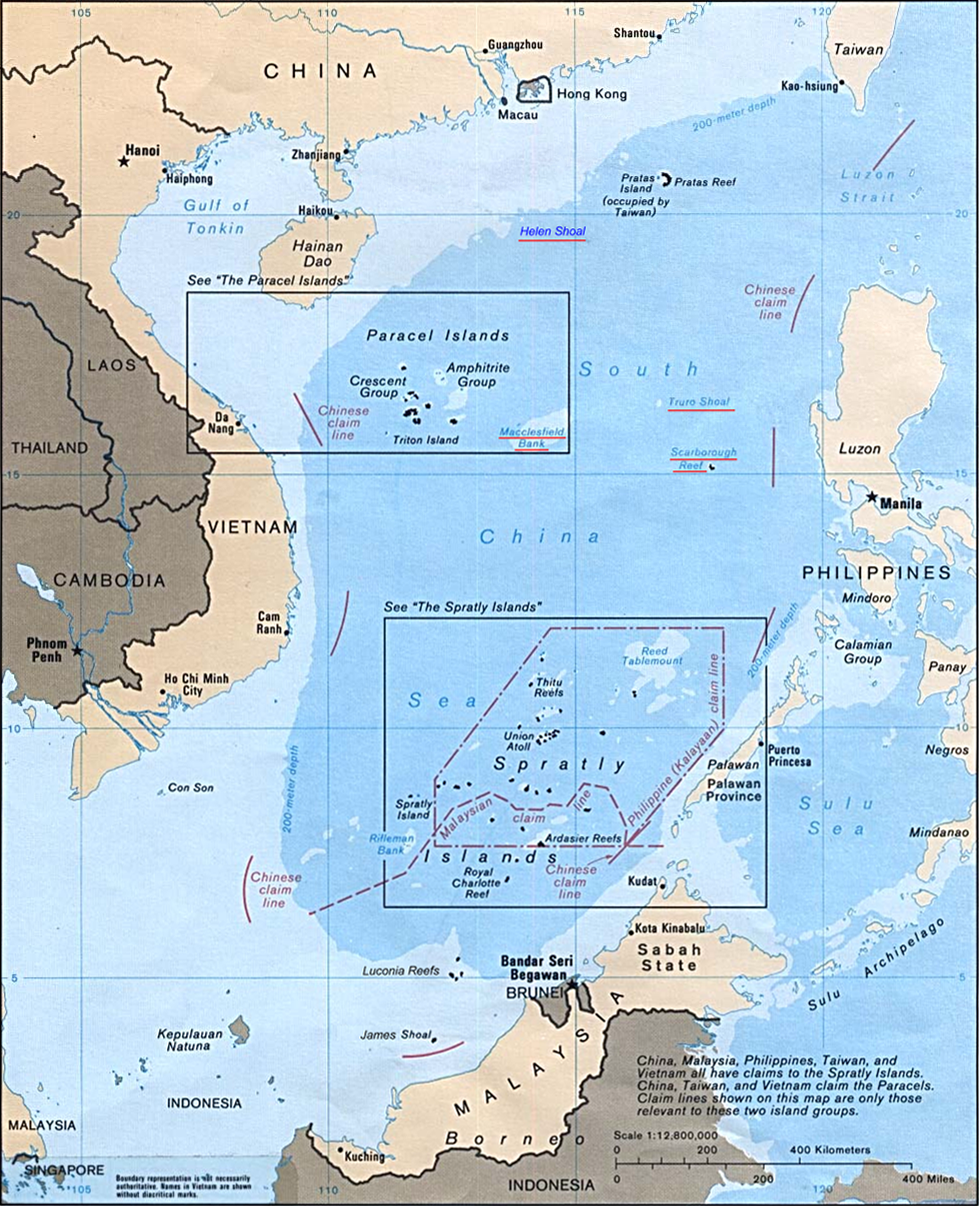

تشمل النزاعات الإقليمية في بحر الصين الجنوبي كلًا من المطالبات الجزرية والبحرية بين عدة دول ذات سيادة في المنطقة، وهي سلطنة بروناي، وجمهورية الصين الشعبية، وجمهورية الصين (تايوان)، وإندونيسيا، وماليزيا، والفلبين، وفيتنام. يمرّ ما يقدر بنحو 3.37 تريليون دولار أمريكي من التجارة العالمية عبر بحر الصين الجنوبي سنويًا، وهو ما يمثل ثلث التجارة البحرية العالمية، في حين تمر نسبة 80 بالمئة من واردات الصين من الطاقة و 39.5 بالمئة من إجمالي التجارة الصينية عبر بحر الصين الجنوبي. 
تشمل النزاعات الجزر، والشعاب المرجانية، والضفاف، وغيرها من مناطق بحر الصين الجنوبي، بما في ذلك جزر سبراتلي، وجزر باراسيل، وسكاربورو شول، وحدود مختلفة في خليج تونكين. ثمة نزاعات أخرى تضم المياه الإقليمية بالقرب من جزر ناتونا الإندونيسية، والتي لا يعتبرها الكثيرون جزءًا من بحر الصين الجنوبي. إن ما يهمّ الدول المطالبة المتنازعة هو الحفاظ على حقوق مخزون الصيد أو الحصول عليها، واستكشاف النفط الخام والغاز الطبيعي واستغلالهما المحتمل في قاع البحر في أجزاء مختلفة من بحر الصين الجنوبي، والتحكم الاستراتيجي في ممرات الشحن البحري المهمة.
منذ العام 2013، لجأت جمهورية الصين الشعبية إلى بناء الجزر في منطقة جزر سبراتلي وجزر باراسيل. وقد لقيت هذه الإجراءات إدانة دولية واسعة، ومنذ العام 2015 أجرت الولايات المتحدة ودول أخرى مثل فرنسا والمملكة المتحدة عمليات حرية الملاحة في المنطقة. في يوليو 2016، قضت هيئة تحكيم المشكّلة بموجب الملحق السابع لاتفاقية الأمم المتحدة لقانون البحار قضت ضد الدعاوى البحرية التي قدمتها جمهورية الصين الشعبية في الفلبين ضد الصين. ولكن لم تبت المحكمة في ملكية الجزر أو ترسيم الحدود البحرية. وذكرت جمهورية الصين الشعبية وجمهورية الصين (تايوان) أنهما لا تعترفان بالهيئة التحكيمية وأصرتا على أنه ينبغي حل المسألة عبر المفاوضات الثنائية مع المطالبين الآخرين.

## النزاعات في منطقة بحر الصين الجنوبي
تشمل الخلافات كلا من الحدود البحرية والجزر. وهناك العديد من النزاعات، كل منها يتضمن مجموعة مختلفة من البلدان:
1. منطقة خط التسعة شُرَط التي تطالب بها جمهورية الصين، التي أصبحت جمهورية الصين الشعبية لاحقًا، والتي تغطي معظم بحر الصين الجنوبي وتتداخل مع مطالبات المنطقة الاقتصادية الحصرية لكل من سلطنة بروناي، وإندونيسيا، وماليزيا، والفلبين، وتايوان، وفيتنام.
2. الحدود البحرية على طول الساحل الفيتنامي بين جمهورية الصين الشعبية، وتايوان، وفيتنام.
3. الحدود البحرية شمال بورنيو بين جمهورية الصين الشعبية، وماليزيا، وسلطنة بروناي، والفلبين، وتايوان.
4. الجزر، والشعاب، والضفاف والمياه الضحلة في بحر الصين الجنوبي، بما في ذلك جزر باراسيل وجزر

براتاس وضفة ماكليسفيلد وسكاربورو شول وجزر سبراتلي بين جمهورية الصين الشعبية، وتايوان، وفيتنام، وأجزاء من المنطقة المتنازع عليها أيضًا من قبل ماليزيا والفلبين.
1. الحدود البحرية في المياه شمال جزر ناتونا بين جمهورية الصين الشعبية، وإندونيسيا، وتايوان.
2. الحدود البحرية قبالة سواحل بالاوان ولوزون بين جمهورية الصين الشعبية، والفلبين، وتايوان.
3. الحدود البحرية والأراضي البرية وجزر صباح، بما في ذلك أمبالات، بين إندونيسيا، وماليزيا، والفلبين.
4. الحدود البحرية والجزر في مضيق لوزون بين جمهورية الصين الشعبية، والفلبين، وتايوان.

## تاريخ النزاع في بحر الصين الجنوبي
خلال الحرب العالمية الثانية، استخدمت إمبراطورية اليابان الجزر في منطقة بحر الصين الجنوبي لأغراض عسكرية متنوعة وأكدت أن الجزر لم تكن ضمن مطالب أي جهة عندما سيطرت عليها البحرية الإمبراطورية اليابانية. تشير التقارير التاريخية إلى أن فرنسا على الأقل كانت قد سيطرت على بعض تضاريس المنطقة خلال الثلاثينيات. بعد الحرب، اضطرت الإمبراطورية اليابانية إلى التخلي عن سيطرتها على الجزر في بحر الصين الجنوبي وفقًا لمعاهدة سان فرانسيسكو لعام 1951 والتي، بالرغم من ذلك، لم تحدد الوضع الجديد للجزر. قدمت جمهورية الصين الشعبية مطالبات مختلفة بخصوص الجزر خلال مفاوضات معاهدة 1951 وأزمة مضيق تايوان الأولى للعام 1958.
تُحدّد المطالبات الصينية في بحر الصين الجنوبي بصورة جزئية بخط التسع شُرَط. كان هذا في الأصل «خط الأحد عشر شَرطة»، كان أول مَن أشار إليه هو حكومة الكومينتانغ لجمهورية الصين في عام 1947 لمطالباتها ببحر الصين الجنوبي. في العام 1949 عندما استولى الحزب الشيوعي الصيني على البر الرئيسي للصين وأسس جمهورية الصين الشعبية، اعتُمد الخط ومراجعته إلى تسع شُرَط، وفقًا لما أيده تشو إن لاي. حدد إعلان الصين لعام 1958 مطالبات الصين بجزر بحر الصين الجنوبي بناءً على خريطة خط التسع شُرَط. يرى بعض المسؤولين الحكوميين والعسكريين في جمهورية الصين الشعبية أن إرث خط التسع شُرَط يقدم دعمًا تاريخيًا لمطالباتهم ببحر الصين الجنوبي.
منحت اتفاقيات جنيف لعام 1954، والتي أنهت حرب الهند الصينية الأولى، جنوب فيتنام السيطرة على الأراضي الفيتنامية جنوب خط العرض السابع عشر، والتي تضمنت الجزر في باراسيل وسبارتلي. بعد ذلك بعامين ادعت الحكومة الفيتنامية الشمالية أن جمهورية الصين الشعبية هي صاحبة الحق الشرعي في الجزر، بينما سيطرت فيتنام الجنوبية على جزر باراسيل.
في العام 1974، عندما لاح في الأفق انتصار فيتنام الشمالية في حرب فيتنام، استخدمت جمهورية الصين الشعبية القوة العسكرية في جزر باراسيل وانتزعت السيطرة على جزيرة ياجونج والمجموعة الهلالية من الشعاب المرجانية من فيتنام الجنوبية. أرادت حكومة جمهورية الصين الشعبية منع سقوط جزر باراسيل تحت سيطرة فيتنام الشمالية والتي كانت في ذلك الوقت حليفة للاتحاد السوفييتي. خاضت جمهورية الصين الشعبية حرب حدودية قصيرة مع الاتحاد السوفييتي في العام 1969، ولم ترغب في أن يكون بوجود سوفييتي بالقرب من ساحلها، ولهذا لجأت الصين إلى «هجوم مضاد للدفاع عن النفس». خلال فترة الوفاق جمهورية الصين الشعبية، قدمت الولايات المتحدة وعدًا لجمهورية الصين الشعبية بالتزام سياسة الحياد، وهو الأمر الذي مكّن بحرية جيش التحرير الشعبي من السيطرة على جزر فيتنام الجنوبية. 
في النصف الثاني من السبعينيات، بدأت كلٌّ من الفلبين وماليزيا بالإشارة إلى جزر سبراتلي على أنها مدرجة في أراضيها. في 11 يونيو 1978، أصدر رئيس الفلبين فرديناند ماركوس المرسوم الرئاسي رقم 1596 الذي أعلن الجزء الشمالي الغربي من جزر سبراتلي (المشار إليها في ذلك باسم مجموعة جزيرة كالايان) باعتبارها أراضٍ فلبينية.
في العام 1988 خاضت جمهورية الصين الشعبية حربًا ضد فيتنام بالقرب من جونسون ريف. وقد حصلت جمهورية الصين الشعبية على تصريح من الهيئة الحكومية الدولية لعلوم المحيطات التابعة لليونسكو ببناء خمسة مراكز مراقبة لإجراء مسوحات المحيطات، وسُمح ببناء أحد مراكز المراقبة المصرّح بها في منطقة جزر سبراتلي. اختارت جمهورية الصين الشعبية بناء مركز المراقبة الخاص بها في شعب فايري كروس المرجانية، التي كانت معزولة عن الجزر الأخرى في المنطقة ولم تكن محتلة من قبل أي دولة في ذلك الوقت. عندما بدأت جمهورية الصين الشعبية في بناء مركز المراقبة في منطقة التراب الخالية شعب فايري كروس المرجانية، أرسلت فيتنام قواتها البحرية إلى المنطقة لمراقبة الوضع. اشتبكت الدولتان بالقرب من جونسون ريف، ونتج عن هذا الاشتباك احتلال الصين لجونسون ريف.
في العام 1994 احتلت جمهورية الصين الشعبية شِعب ميستشيف المرجانية، الواقعة على بعد حوالي 250 ميلًا من الساحل الفلبيني. جرت وقائع الاحتلال في خضمّ المنافسة على موارد الطاقة في سبراتليز، حيث لم يكن للصين وجود، في حين شرعت الدول الأخرى بأعمال التنقيب عن النفط. مثلت حادثة شعب ميستشيف المرجانية المرة الأولى التي تخوض فيها جمهورية الصين الشعبية مواجهة عسكرية مع الفلبين المتحالفة مع الولايات المتحدة.
لم يتغير واقع الاحتلال أو السيطرة على معظم أجزاء جزر سبارتلي وباراسيل بشكل ملحوظ منذ منتصف التسعينيات من القرن الماضي. وتتحكم جمهورية الصين الشعبية في جميع التضاريس الموجودة في جزر سبارتلي وباراسي، في حين تسيطر فيتنام على أكبر عدد من التضاريس (29)، بينما تسيطر الفلبين على ثماني تضاريس، وماليزيا خمسة، وجمهورية الصين الشعبية خمسة، وجمهورية الصين واحدة. تغير ميزان القوى في سبارتلي بشكل كبير منذ العام 2013، عندما بدأت جمهورية الصين الشعبية أنشطتها لبناء الجزيرة في المنطقة.
في العام 2012 سيطرت جمهورية الصين الشعبية على منطقة سكاربورو شول ردًا على تصرفات البحرية الفلبينية التي أوقفت قوارب الصيد الصينية في المنطقة.